# امانوئل فیلیبرتو
شاهزاده امانوئل فیلیبرتو (انگلیسی: Prince Emanuele Filiberto, Duke of Aosta; ۱۳ ژانویهٔ ۱۸۶۹ – ۴ ژوئیهٔ ۱۹۳۱) یک افسر (ارتش) اهل پادشاهی ایتالیا بود. وی یک شاهزاده آستوریاس بود.
وی فرماندهٔ لشکر سوم ایتالیا در جنگ جهانی اول بود.

## زندگی‌نامه
او در شهر جنوا در شمال ایتالیا به دنیا آمد. او پسر ارشد شاهزاده آمادئوی اول اسپانیا بود و مادر وی ماریا ویتوریا ملکه اول اسپانیا بود. پدرش در سال ۱۸۷۰ به عنوان پادشاه اسپانیا انتخاب شد بدین ترتیب امانوئل فیلیبرتو به عنوان شاهزاده آستوریاس اسپانیا منصوب شد. او کار خود را در ارتش ایتالیا در ناپل در سال ۱۹۰۵ آغاز کرد. او در سال ۱۹۳۱ در تورین درگذشت.